# Taraka (geslacht)
Taraka is een geslacht van vlinders van de familie Lycaenidae, uit de onderfamilie Miletinae.

## Soorten
- T. hamada (Druce, 1875)
- T. mahanetra De Nicéville, 1890